# Парк Хилс (Мисури)
Парк Хилс (енгл. Park Hills) град је у америчкој савезној држави Мисури.

## Демографија
По попису из 2010. године број становника је 8.759, што је 898 (11,4%) становника више него 2000. године.
| Група             | 2000.         | 2010.         |
| Белци             | 7.642 (97,2%) | 8.284 (94,6%) |
| Афроамериканци    | 25 (0,3%)     | 172 (2,0%)    |
| Азијати           | 35 (0,4%)     | 36 (0,4%)     |
| Хиспаноамериканци | 72 (0,9%)     | 111 (1,3%)    |
| Укупно            | 7.861         | 8.759         |